# Донна Векич
Донна Векич (хорв. Donna Vekić, 28 квітня 1996) — хорватська тенісистка.

## Кар'єра
Векич дебютувала в турнірах WTA-туру на Tashkent Open 2012 року й відразу ж пробилася до фіналу. Свою першу перемогу в турнірах WTA вона здобула на BMW Malaysian Open 2014 року, здолавши в фіналі Домініку Цібулкову зі Словаччини. Свою другу перемогу Векич виборола в червні 2017 року на Aegon Open Nottingham, де перемогла в фіналі британку Йоганну Конту в трьох сетах.
Векич представляє збірну Хорватії в кубку Федерації з 2012 року, станом на літо 2017 року має співвідношення виграшів-програшів 7-7.

## Фінали турнірів WTA

### Одиночний розряд: 6 (2 титули)
| Результат | №  | Дата            | Турнір                                         | Поверхня | Супротивниця       | Рахунок            |
| --------- | -- | --------------- | ---------------------------------------------- | -------- | ------------------ | ------------------ |
| Поразка   | 1. | 15 вересня 2012 | Tashkent Open, Ташкент, Узбекистан             | Хард     | Ірина-Камелія Бегу | 4–6, 4–6           |
| Поразка   | 2. | 16 червня 2013  | Birmingham Classic, Бірмінгем, Велика Британія | Трава    | Даніела Гантухова  | 6–7(5–7), 4–6      |
| Перемога  | 1. | 20 квітня 2014  | Malaysian Open, Куала-Лумпур, Малайзія         | Хард     | Домініка Цібулкова | 5–7, 7–5, 7–6(7–4) |
| Поразка   | 3. | 28 вересня 2015 | Tashkent Open, Ташкент, Узбекистан             | Хард     | Нао Хібіно         | 2–6, 2–6           |
| Перемога  | 2. | 18 червня 2017  | Nottingham Open, Ноттінгем, Велика Британія    | Трава    | Йоганна Конта      | 2–6, 7–6(7–3), 7–5 |
| Поразка   | 4. | 5 серпня 2018   | Washington Open                                | Хард     | Світлана Кузнецова | 6–4, 6–7(7–9), 2–6 |

## Історія виступів в турнірах Великого шолома

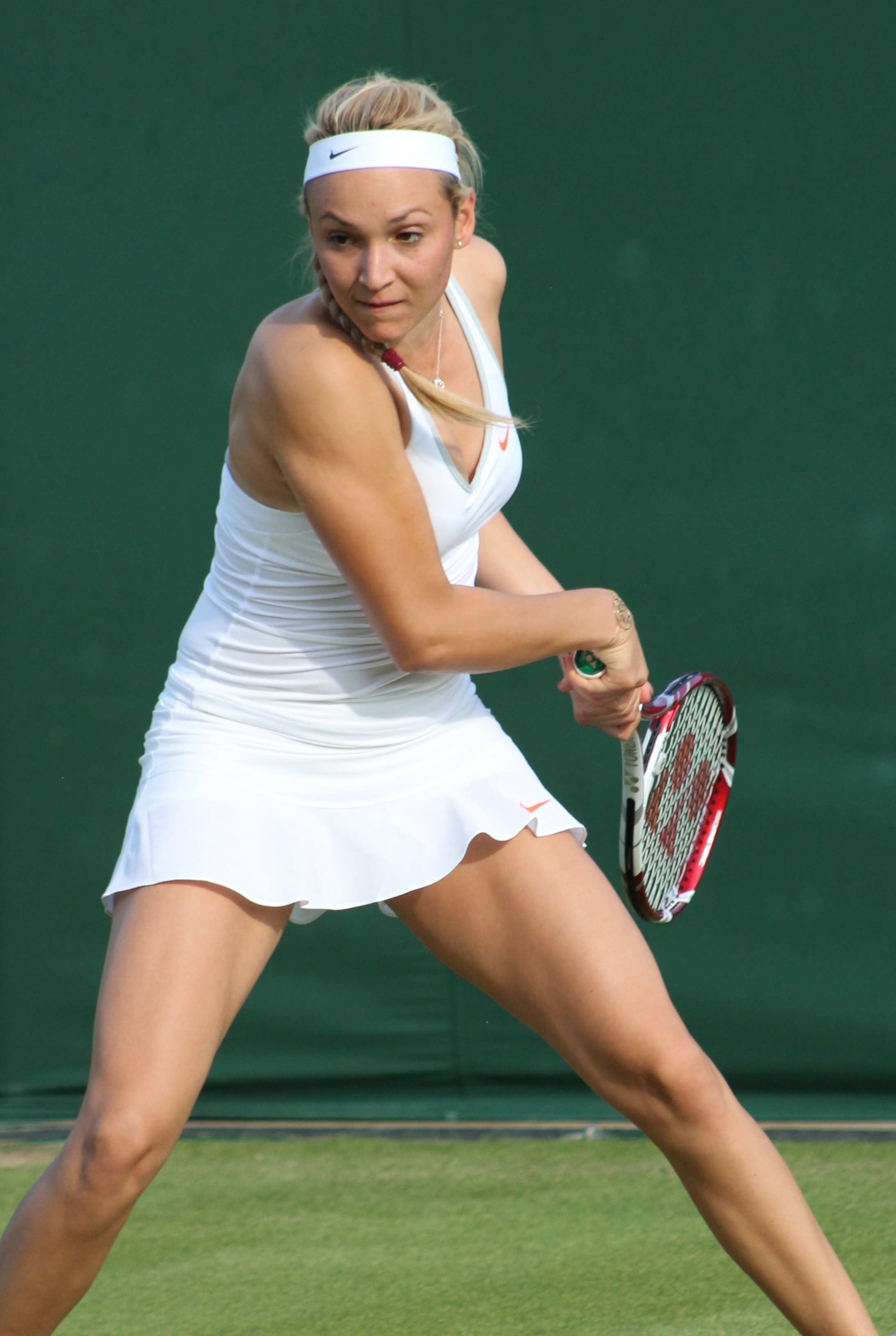
Векич на Вімблдоні 2013

### Одиночний розряд
| Турнір          | 2012 | 2013 | 2014 | 2015 | 2016 | 2017 | 2018 | 2019 | В–П   |
| --------------- | ---- | ---- | ---- | ---- | ---- | ---- | ---- | ---- | ----- |
| Australian Open | A    | 2к   | 1к   | 1к   | 1к   | 2к   | 2к   | 2к   | 4–7   |
| French Open     | A    | 1к   | 1к   | 3к   | 1к   | 1к   | 2к   | 4к   | 6–7   |
| Wimbledon       | A    | 1к   | 2к   | К2   | 1к   | 2к   | 4к   | 1к   | 5–5   |
| US Open         | К3   | 2к   | 1к   | К2   | К3   | 3к   | 1к   |      | 3–5   |
| Ви–Пр           | 0–0  | 2–4  | 1–4  | 2–2  | 0–3  | 4–4  | 5–4  | 4-3  | 18–24 |

## Підсумкове місце в рейтингу WTA за роками
| Рік  | Одиночний рейтинг | Парний рейтинг |
| 2023 | 23                | 228            |
| 2022 | 69                | 1250           |
| 2021 | 67                | 391            |
| 2020 | 32                | 202            |
| 2019 | 19                | 224            |
| 2018 | 34                | 260            |
| 2017 | 56                | 374            |
| 2016 | 101               | 1 092          |
| 2015 | 105               | 371            |
| 2014 | 84                | 650            |
| 2013 | 86                |                |
| 2012 | 118               |                |
| 2011 | 392               | 1074           |